# Андрюкова, Лариса Николаевна
Лариса Николаевна Андрюкова (укр. Лариса Миколаївна Андрюкова (р. 27 декабря 1958) — украинский учёный-фармацевт, химик-технолог, доктор фармацевтических наук (2012), старший научный сотрудник Государственной научно-исследовательской лаборатории по контролю лекарственных средств Национального фармацевтического университета (Харьков).

## Биография
В 1982 году с отличием окончила Харьковский политехнический институт (специальность — технология электрохимических производств, квалификация — инженер химик-технолог. Затем, в 2003 году — Национальный аэрокосмический университет имени Н. Е. Жуковского (специальность — качество, стандартизация и сертификация, квалификация — инженер по качеству.
После окончания ХПИ работала инженером, младшим, старшим научным сотрудником (1982—2011); заведующей лабораторией глазных, ушных и назальных лекарственных препаратов (1996—2011) Всесоюзного научно-исследовательского института химии и технологии лекарственных средств (ныне — ГНЦЛС).
Доцент кафедры промышленной фармации и экономики Института повышения квалификации специалистов фармации (ИПКСФ).
С 1994 года — кандидат наук. Доктор фармацевтических наук (2012).

## Научная деятельность
Занималась исследованиями коррозионной стойкости оборудования в средах производства лекарственных веществ и лекарственных препаратов.
Автор и соавтор более 100 научных работ, в том числе — 48 научных статей, 5 патентов, 2 монографий. Создала около 20 лекарственных препаратов в форме глазных, ушных и назальных капель, оромукозных спреев, внедрённых в промышленное производство.
Автор учебников по фармацевтике.
Подготовила 2 кандидатов наук. Награждена Почётными грамотами.

## Избранные публикации
- Исследования коррозионной стойкости технологического оборудования при производстве лекарственных препаратов (канд. Дисс.). Х., 1994;
- Лекарственные средства для офтальмологии и оторинологии // Научные стандартизация лекарств: сб. науч. тр. / Под ред. В. П. Георгиевского, Ф. А. Конева. Х., 2000 (в соавт.)
- Актуальные вопросы создания и производства глазных капель в Украине. Фармаком. 2003. — № 3;
- Офтальмологические препараты антикатарактального действия: современное состояние проблемы и пути её решения. 2005.(в соавт.);
- Оценка различных методов контроля качества глазных капель по показателю «Механические включения», разработка методики контроля // Фармаком. 2006. — № 1/2;
- Изучение величины дозы глазных капель украинского производства, извлекаемой из многодозовых контейнеров // Фармаком. 2009. — № 4.
- Разработка научных подходов к оценке конкурентоспособности технологий производства лекарственных средств (в соавт.);
- Исследования по стандартизации фармацевтической разработки лекарственных препаратов в форме глазных капель (докт. Дис.). Х., 2011;
- Хрестоматия фармацевтического качества. 2015 (в соавт.);